# Joaquín Portugués
Joaquín Portugués García, (nacido el 21 de septiembre de 1995 en Santa Cruz de Tenerife, Islas Canarias) es un jugador de baloncesto español. Actualmente juega para el CB Villarrobledo de Liga LEB Plata, donde juega en la posición de base con una altura de 1,86 metros.

## Trayectoria deportiva
Formado en la cantera del Tenerife Rural, llegaría en categoría cadete para jugar en el equipo de Club Baloncesto Gran Canaria y más tarde, formaría parte del equipo junior. En 2012, fue preseleccionado para disputar el Mundial sub-17, pero finalmente no fue seleccionado. Ese mismo año, siendo aún junior, llegó a entrenar con Carlos Frade en la UB La Palma pero sin llegar a debutar en la Adecco Oro. 
En la temporada 2012-13, debuta con el equipo filial del Club Baloncesto Gran Canaria en la Liga Adecco Plata.
En la temporada, la 2014-15, disputa un partido con el Herbalife Gran Canaria en Liga Endesa y 5 partidos en Eurocup. Durante las dos temporadas siguientes (2015-2016 y 2016-17) sigue formando parte de la plantilla del CB Gran Canaria de Liga EBA y alterna entrenamientos y convocatorias.
Durante la temporada 2018-19 el base tinerfeño se marcha a Suecia para jugar en las filas del Wetterbygden Stars.
En verano de 2019, regresa a España para jugar en el Gijón Basket de Liga LEB Plata.
El 1 de agosto de 2020, se compromete con el CB Villarrobledo de Liga LEB Plata.